# شیرین‌آب (دزفول)
شیرین‌آب، روستایی از توابع بخش سردشت شهرستان دزفول در استان خوزستان ایران است.نام این روستا به دلیل رودخانه فصلی که در بالا دست روستا به نام شیرین آب ، است انتخاب شده است. اهالی روستا را که همگی از طایفه دعاوی از ایل عیسوند که اصالتا بختیاری هستند را تشکیل داده اند.
ویراستار : 
پیشخوان شیرین آب 
بهزاد عیسوند رجبی 
@ictdez

## جمعیت
این روستا در از توابع دهستان ماهوربرنجی بخش سردشت می باشد  و براساس سرشماری مرکز آمار ایران در سال ۱۳۹۵، جمعیت آن ۳۳۰۰ نفر (۴۴۰ خانوار) بوده‌است و طبق آمار دهیار و بهداشت منطقه در سال ۱۴۰۲ جمعیت روستا حدود ۵ هزار نفر می باشد.